# Serie A2 2015-2016 (pallavolo femminile)
La Serie A2 2015-2016 si è svolta dal 18 ottobre 2015 al 4 maggio 2016: al torneo hanno partecipato quattordici squadre di club italiane.

## Regolamento

### Formula
Le squadre hanno disputato un girone all'italiana, con gare di andata e ritorno, per un totale di ventisei giornate; al termine della regular season:
- La prima classificata è promossa in Serie A1.
- Le classificate dal secondo al settimo posto hanno acceduto ai play-off promozione, strutturati in quarti di finale, a cui hanno preso parte solo le formazioni classificate dal quarto al settimo posto e giocati con gare di andata e ritorno (in caso di una vittoria per parte con lo stesso risultato è disputato un golden set), semifinali e finale, entrambe giocate al meglio di due vittorie su tre gare: la vincitrice è promossa in Serie A1.
- La decima e l'undicesima classificata hanno acceduto ai play-out (se il distacco tra le due squadre è stato più di quattro punti, questi non vengono disputati e l'undicesima classificata è retrocessa in Serie B1), strutturati in una finale, giocata al meglio di due vittorie su tre gare: la perdente è retrocessa in Serie B1.
- Le ultime tre classificate sono retrocesse in Serie B1[2].

### Criteri di classifica
Se il risultato finale è stato di 3-0 o 3-1 sono stati assegnati 3 punti alla squadra vincente e 0 a quella sconfitta, se il risultato finale è stato di 3-2 sono stati assegnati 2 punti alla squadra vincente e 1 a quella sconfitta.
L'ordine del posizionamento in classifica è stato definito in base a:
- Punti;
- Numero di partite vinte;
- Ratio dei set vinti/persi;
- Ratio dei punti realizzati/subiti.

## Squadre partecipanti
Le squadre neopromosse dalla Serie B1 sono state la Golem, la Lilliput, il Pesaro e il San Giorgio Porcia, vincitrici dei play-off promozione, mentre le squadre retrocesse dalla Serie A1 sono state il Forlì e la Robur Tiboni Urbino.
Delle squadre aventi il diritto di partecipazione:
- Il Club Italia, per volere della FIPAV, è stato ripescato in Serie A1.
- La Piacentina ha ceduto il titolo sportivo al Filottrano, il quale è stato ammesso in Serie A2.
- La Robur Tiboni Urbino e il San Giorgio Porcia hanno rinunciato all'iscrizione.
- Il Pavia è stato escluso per inadempienze finanziarie.

Per integrare l'organico delle squadre sono state ripescate il Chieri '76, il Cisterna, l'Hermaea e la VolAlto Caserta.
| Club            | Stagione | Città              | Impianto               | Stagione precedente                                       |
| --------------- | -------- | ------------------ | ---------------------- | --------------------------------------------------------- |
| Beng Rovigo     | dettagli | Rovigo             | Palazzetto dello Sport | 5ª in Serie A2; semifinali play-off promozione            |
| Chieri '76      | dettagli | Chieri             | PalaMaddalene          | 3ª in Serie B1 (girone A); finale play-off promozione     |
| Cisterna        | dettagli | Cisterna di Latina | PalaRamadù             | 1ª in Serie B1 (girone D); finale play-off promozione     |
| Filottrano      | dettagli | Filottrano         | PalaBaldinelli         | 13ª in Serie A2                                           |
| Forlì           | dettagli | Forlì              | PalaRomiti             | 11ª in Serie A1                                           |
| Golem           | dettagli | Palmi              | PalaSurace             | 2ª in Serie B1 (girone D); vincitrice play-off promozione |
| Hermaea         | dettagli | Olbia              | Geopalace              | 11ª in Serie A2; finale play-out                          |
| Lilliput        | dettagli | Settimo Torinese   | Palazzetto dello Sport | 1ª in Serie B1 (girone A); vincitrice play-off promozione |
| New Libertas    | dettagli | Aversa             | PalaJacazzi            | 6ª in Serie A2; quarti di finale play-off promozione      |
| Pesaro          | dettagli | Pesaro             | PalaCampanara          | 1ª in Serie B1 (girone C); vincitrice play-off promozione |
| Pro Victoria    | dettagli | Monza              | Palazzetto dello Sport | 3ª in Serie A2; finale play-off promozione                |
| Soverato        | dettagli | Soverato           | PalaScoppa             | 10ª in Serie A2; vincitrice play-out                      |
| Trentino Rosa   | dettagli | Trento             | PalaSanbapolis         | 4ª in Serie A2; quarti di finale play-off promozione      |
| VolAlto Caserta | dettagli | Caserta            | Palazzetto dello Sport | 12ª in Serie A2                                           |

## Torneo

### Regular season

#### Risultati
| Prima giornata |                               |     |                                   |
|                |                               |     |                                   |
| 18-10          | Lilliput - Forlì              | 2-3 | 25-18, 10-25, 26-24, 16-25, 10-15 |
| 18-10          | Pro Victoria - Golem          | 3-1 | 25-27, 25-19, 26-24, 25-13        |
| 18-10          | Trentino Rosa - Pesaro        | 1-3 | 19-25, 25-20, 27-29, 26-28        |
| 18-10          | Beng Rovigo - VolAlto Caserta | 3-1 | 24-26, 25-22, 25-14, 25-19        |
| 18-10          | New Libertas - Hermaea        | 3-2 | 25-23, 27-25, 23-25, 22-25, 15-10 |
| 18-10          | Chieri '76 - Filottrano       | 3-1 | 25-17, 26-24, 22-25, 25-23        |
| 18-10          | Soverato - Cisterna           | 3-1 | 25-15, 25-19, 19-25, 25-23        |

| Seconda giornata |                                |     |                            |
|                  |                                |     |                            |
| 25-10            | Forlì - Chieri '76             | 3-0 | 25-23, 25-16, 25-14        |
| 25-10            | VolAlto Caserta - Pro Victoria | 0-3 | 24-26, 20-25, 17-25        |
| 25-10            | Hermaea - Trentino Rosa        | 3-0 | 25-21, 25-22, 25-22        |
| 25-10            | Cisterna - Beng Rovigo         | 3-0 | 26-24, 25-21, 26-24        |
| 25-10            | Filottrano - New Libertas      | 3-1 | 25-17, 25-22, 23-25, 25-23 |
| 25-10            | Pesaro - Soverato              | 0-3 | 25-27, 18-25, 20-25        |
| 25-10            | Golem - Lilliput               | 3-1 | 23-25, 25-10, 25-21, 26-24 |

| Terza giornata |                              |     |                                   |
|                |                              |     |                                   |
| 01-11          | VolAlto Caserta - Forlì      | 2-3 | 25-14, 22-25, 25-22, 15-25, 7-15  |
| 01-11          | Pro Victoria - Cisterna      | 3-0 | 25-17, 25-15, 25-15               |
| 01-11          | New Libertas - Trentino Rosa | 2-3 | 21-25, 27-25, 28-26, 18-25, 11-15 |
| 01-11          | Beng Rovigo - Golem          | 3-0 | 28-26, 25-22, 32-30               |
| 01-11          | Chieri '76 - Pesaro          | 3-1 | 22-25, 25-20, 25-23, 25-23        |
| 01-11          | Soverato - Filottrano        | 3-1 | 25-15, 19-25, 25-20, 25-22        |
| 01-11          | Lilliput - Hermaea           | 2-3 | 24-26, 25-23, 25-21, 22-25, 11-15 |

| Quarta giornata |                           |     |                                  |
|                 |                           |     |                                  |
| 08-11           | Forlì - Beng Rovigo       | 3-0 | 25-14, 25-13, 25-19              |
| 08-11           | Hermaea - Pro Victoria    | 3-0 | 27-25, 25-21, 25-20              |
| 08-11           | Trentino Rosa - Soverato  | 3-0 | 25-17, 25-18, 25-17              |
| 08-11           | New Libertas - Chieri '76 | 3-1 | 22-25, 25-14, 25-13, 25-21       |
| 08-11           | Cisterna - Filottrano     | 2-3 | 14-25, 17-25, 25-23, 25-19, 8-15 |
| 08-11           | Pesaro - Lilliput         | 3-0 | 25-17, 25-22, 27-25              |
| 08-11           | Golem - VolAlto Caserta   | 1-3 | 25-18, 15-25, 22-25, 22-25       |

| Quinta giornata |                                |     |                                  |
|                 |                                |     |                                  |
| 15-11           | Filottrano - Forlì             | 0-3 | 16-25, 23-25, 16-25              |
| 15-11           | Pro Victoria - Pesaro          | 3-1 | 25-15, 26-24, 21-25, 25-21       |
| 15-11           | Chieri '76 - Trentino Rosa     | 2-3 | 23-25, 25-15, 25-17, 23-25, 9-15 |
| 15-11           | Beng Rovigo - Hermaea          | 0-3 | 14-25, 20-25, 22-25              |
| 15-11           | VolAlto Caserta - New Libertas | 3-0 | 25-18, 25-18, 25-21              |
| 15-11           | Soverato - Lilliput            | 3-0 | 25-22, 25-22, 25-18              |
| 15-11           | Cisterna - Golem               | 1-3 | 25-17, 12-25, 21-25, 19-25       |

| Sesta giornata |                          |     |                                  |
|                |                          |     |                                  |
| 18-11          | Trentino Rosa - Forlì    | 1-3 | 25-20, 20-25, 20-25, 20-25       |
| 18-11          | Lilliput - Pro Victoria  | 3-0 | 25-19, 25-21, 28-26              |
| 18-11          | Filottrano - Beng Rovigo | 3-1 | 23-25, 25-22, 25-12, 25-17       |
| 18-11          | New Libertas - Cisterna  | 3-0 | 25-18, 25-11, 25-19              |
| 18-11          | Hermaea - Chieri '76     | 2-3 | 25-23, 16-25, 20-25, 25-21, 8-15 |
| 18-11          | Soverato - Golem         | 3-1 | 18-25, 25-14, 25-14, 25-16       |
| 18-11          | Pesaro - VolAlto Caserta | 3-1 | 25-22, 23-25, 25-22, 25-12       |

| Settima giornata |                            |     |                                   |
|                  |                            |     |                                   |
| 22-11            | Forlì - Cisterna           | 3-0 | 25-16, 25-16, 25-18               |
| 21-11            | Pro Victoria - Beng Rovigo | 3-1 | 25-13, 26-28, 26-24, 25-12        |
| 21-11            | Trentino Rosa - Lilliput   | 3-0 | 25-23, 25-13, 25-18               |
| 22-11            | Pesaro - New Libertas      | 3-2 | 25-15, 20-25, 25-22, 22-25, 15-12 |
| 22-11            | Chieri '76 - Soverato      | 3-1 | 14-25, 25-20, 25-17, 28-26        |
| 22-11            | Golem - Filottrano         | 2-3 | 25-27, 15-25, 25-23, 25-19, 10-15 |
| 22-11            | VolAlto Caserta - Hermaea  | 3-0 | 35-33, 25-23, 25-23               |

| Ottava giornata |                             |     |                            |
|                 |                             |     |                            |
| 29-11           | Golem - Forlì               | 0-3 | 23-25, 25-27, 19-25        |
| 29-11           | Filottrano - Pro Victoria   | 3-1 | 25-20, 25-16, 27-29, 25-20 |
| 29-11           | Beng Rovigo - Trentino Rosa | 0-3 | 13-25, 24-26, 15-25        |
| 29-11           | New Libertas - Soverato     | 1-3 | 19-25, 15-25, 25-23, 16-25 |
| 29-11           | Lilliput - Chieri '76       | 3-1 | 25-21, 20-25, 28-26, 25-13 |
| 29-11           | Hermaea - Pesaro            | 3-1 | 25-16, 25-23, 16-25, 26-24 |
| 29-11           | Cisterna - VolAlto Caserta  | 0-3 | 17-25, 22-25, 26-28        |

| Nona giornata |                              |     |                                   |
|               |                              |     |                                   |
| 06-12         | Forlì - Pro Victoria         | 3-2 | 20-25, 25-13, 22-25, 25-19, 15-10 |
| 06-12         | Trentino Rosa - Cisterna     | 3-0 | 25-19, 25-18, 25-19               |
| 06-12         | Chieri '76 - Beng Rovigo     | 3-0 | 25-12, 25-10, 25-20               |
| 06-12         | Lilliput - New Libertas      | 0-3 | 17-25, 19-25, 19-25               |
| 06-12         | VolAlto Caserta - Filottrano | 3-2 | 25-18, 25-23, 25-27, 15-25, 15-6  |
| 06-12         | Soverato - Hermaea           | 3-1 | 25-27, 25-15, 25-19, 25-23        |
| 06-12         | Pesaro - Golem               | 3-0 | 25-15, 25-11, 25-17               |

| Decima giornata |                                 |     |                                   |
|                 |                                 |     |                                   |
| 13-12           | Forlì - New Libertas            | 3-1 | 25-19, 25-23, 22-25, 25-17        |
| 12-12           | Pro Victoria - Soverato         | 3-0 | 25-20, 25-22, 25-15               |
| 13-12           | VolAlto Caserta - Trentino Rosa | 2-3 | 25-19, 19-25, 25-20, 18-25, 20-22 |
| 13-12           | Beng Rovigo - Pesaro            | 2-3 | 21-25, 16-25, 25-23, 25-18, 17-19 |
| 13-12           | Cisterna - Chieri '76           | 2-3 | 16-25, 25-19, 24-26, 25-21, 18-20 |
| 13-12           | Filottrano - Lilliput           | 2-3 | 19-25, 23-25, 25-19, 25-14, 8-15  |
| 13-12           | Golem - Hermaea                 | 2-3 | 25-22, 25-23, 20-25, 18-25, 13-15 |

| Undicesima giornata |                              |     |                                   |
|                     |                              |     |                                   |
| 19-12               | Hermaea - Forlì              | 0-3 | 21-25, 19-25, 26-28               |
| 19-12               | New Libertas - Pro Victoria  | 1-3 | 25-22, 20-25, 23-25, 16-25        |
| 19-12               | Trentino Rosa - Golem        | 2-3 | 28-26, 20-25, 25-18, 23-25, 12-15 |
| 19-12               | Soverato - Beng Rovigo       | 3-0 | 25-16, 25-16, 25-12               |
| 19-12               | Chieri '76 - VolAlto Caserta | 3-0 | 25-20, 25-22, 30-28               |
| 18-12               | Pesaro - Filottrano          | 2-3 | 25-16, 16-25, 26-24, 23-25, 12-15 |
| 19-12               | Lilliput - Cisterna          | 3-2 | 26-24, 22-25, 25-19, 19-25, 15-8  |

| Dodicesima giornata |                            |     |                                   |
|                     |                            |     |                                   |
| 22-12               | Forlì - Pesaro             | 3-0 | 25-21, 25-14, 25-22               |
| 23-12               | Pro Victoria - Chieri '76  | 3-0 | 25-18, 25-12, 25-18               |
| 22-12               | Filottrano - Trentino Rosa | 3-1 | 23-25, 25-18, 25-21, 25-13        |
| 22-12               | Beng Rovigo - Lilliput     | 3-0 | 25-18, 25-18, 25-21               |
| 22-12               | Golem - New Libertas       | 3-2 | 26-24, 10-25, 25-14, 22-25, 15-12 |
| 22-12               | VolAlto Caserta - Soverato | 1-3 | 21-25, 15-25, 25-21, 22-25        |
| 22-12               | Cisterna - Hermaea         | 0-3 | 17-25, 21-25, 11-25               |

| Tredicesima giornata |                              |     |                            |
|                      |                              |     |                            |
| 17-01                | Soverato - Forlì             | 3-0 | 25-20, 26-24, 25-21        |
| 17-01                | Trentino Rosa - Pro Victoria | 1-3 | 25-23, 25-27, 20-25, 20-25 |
| 17-01                | New Libertas - Beng Rovigo   | 3-0 | 25-15, 25-15, 25-23        |
| 17-01                | Chieri '76 - Golem           | 0-3 | 20-25, 21-25, 22-25        |
| 17-01                | Hermaea - Filottrano         | 3-1 | 23-25, 30-28, 25-19, 25-23 |
| 17-01                | Lilliput - VolAlto Caserta   | 1-3 | 20-25, 25-9, 21-25, 16-25  |
| 17-01                | Pesaro - Cisterna            | 3-0 | 25-20, 25-19, 25-10        |

| Quattordicesima giornata |                               |     |                                   |
|                          |                               |     |                                   |
| 24-01                    | Forlì - Lilliput              | 3-0 | 25-15, 25-18, 25-16               |
| 24-01                    | Golem - Pro Victoria          | 2-3 | 25-20, 25-23, 14-25, 18-25, 12-15 |
| 24-01                    | Pesaro - Trentino Rosa        | 2-3 | 20-25, 25-20, 22-25, 25-16, 15-17 |
| 24-01                    | VolAlto Caserta - Beng Rovigo | 3-1 | 25-22, 25-18, 20-25, 25-19        |
| 24-01                    | Hermaea - New Libertas        | 3-1 | 25-16, 21-25, 25-19, 25-23        |
| 24-01                    | Filottrano - Chieri '76       | 3-1 | 21-25, 25-12, 25-12, 25-13        |
| 24-01                    | Cisterna - Soverato           | 0-3 | 23-25, 21-25, 20-25               |

| Quindicesima giornata |                                |     |                                   |
|                       |                                |     |                                   |
| 31-01                 | Chieri '76 - Forlì             | 3-0 | 25-19, 25-18, 25-23               |
| 31-01                 | Pro Victoria - VolAlto Caserta | 3-0 | 25-23, 25-21, 25-23               |
| 31-01                 | Trentino Rosa - Hermaea        | 3-0 | 25-16, 25-17, 25-21               |
| 31-01                 | Beng Rovigo - Cisterna         | 3-2 | 18-25, 19-25, 25-23, 25-19, 15-12 |
| 31-01                 | New Libertas - Filottrano      | 1-3 | 18-25, 25-19, 25-27, 23-25        |
| 31-01                 | Soverato - Pesaro              | 3-0 | 25-21, 25-21, 29-27               |
| 31-01                 | Lilliput - Golem               | 3-2 | 22-25, 25-23, 25-20, 18-25, 15-11 |

| Sedicesima giornata |                              |     |                                  |
|                     |                              |     |                                  |
| 07-02               | Forlì - VolAlto Caserta      | 3-0 | 25-21, 25-19, 25-14              |
| 07-02               | Cisterna - Pro Victoria      | 2-3 | 25-27, 15-25, 25-23, 25-21, 7-15 |
| 07-02               | Trentino Rosa - New Libertas | 3-2 | 19-25, 20-25, 25-17, 25-18, 15-7 |
| 07-02               | Golem - Beng Rovigo          | 3-1 | 25-20, 25-22, 23-25, 28-26       |
| 07-02               | Pesaro - Chieri '76          | 3-0 | 25-12, 25-20, 25-16              |
| 07-02               | Filottrano - Soverato        | 3-2 | 25-21, 18-25, 25-20, 21-25, 15-7 |
| 07-02               | Hermaea - Lilliput           | 3-1 | 23-25, 25-16, 25-17, 25-21       |

| Diciassettesima giornata |                           |     |                                   |
|                          |                           |     |                                   |
| 14-02                    | Beng Rovigo - Forlì       | 0-3 | 16-25, 19-25, 16-25               |
| 13-02                    | Pro Victoria - Hermaea    | 3-2 | 25-22, 26-28, 25-18, 20-25, 15-13 |
| 14-02                    | Soverato - Trentino Rosa  | 3-0 | 27-25, 25-12, 25-15               |
| 14-02                    | Chieri '76 - New Libertas | 3-1 | 25-22, 25-17, 23-25, 25-22        |
| 14-02                    | Filottrano - Cisterna     | 3-0 | 25-19, 25-14, 25-15               |
| 14-02                    | Lilliput - Pesaro         | 0-3 | 17-25, 16-25, 21-25               |
| 14-02                    | VolAlto Caserta - Golem   | 3-1 | 25-19, 21-25, 28-26, 25-17        |

| Diciottesima giornata |                                |     |                            |
|                       |                                |     |                            |
| 21-02                 | Forlì - Filottrano             | 3-1 | 23-25, 25-15, 25-15, 25-21 |
| 21-02                 | Pesaro - Pro Victoria          | 3-1 | 25-19, 23-25, 25-23, 25-22 |
| 21-02                 | Trentino Rosa - Chieri '76     | 3-0 | 26-24, 25-15, 25-21        |
| 21-02                 | Hermaea - Beng Rovigo          | 0-3 | 20-25, 20-25, 20-25        |
| 21-02                 | New Libertas - VolAlto Caserta | 1-3 | 24-26, 23-25, 25-23, 19-25 |
| 21-02                 | Lilliput - Soverato            | 0-3 | 19-25, 18-25, 23-25        |
| 21-02                 | Golem - Cisterna               | 3-0 | 25-20, 25-19, 25-16        |

| Diciannovesima giornata |                          |     |                                   |
|                         |                          |     |                                   |
| 24-02                   | Forlì - Trentino Rosa    | 2-3 | 25-16, 21-25, 26-24, 14-25, 5-15  |
| 24-02                   | Pro Victoria - Lilliput  | 3-0 | 25-19, 25-19, 25-16               |
| 24-02                   | Beng Rovigo - Filottrano | 2-3 | 26-24, 22-25, 25-15, 21-25, 14-16 |
| 24-02                   | Cisterna - New Libertas  | 0-3 | 10-25, 19-25, 22-25               |
| 24-02                   | Chieri '76 - Hermaea     | 3-0 | 25-23, 25-18, 25-19               |
| 24-02                   | Golem - Soverato         | 2-3 | 25-16, 25-18, 18-25, 21-25, 14-16 |
| 24-02                   | VolAlto Caserta - Pesaro | 2-3 | 25-16, 19-25, 26-28, 25-19, 4-15  |

| Ventesima giornata |                            |     |                                  |
|                    |                            |     |                                  |
| 28-02              | Cisterna - Forlì           | 0-3 | 18-25, 17-25, 21-25              |
| 28-02              | Beng Rovigo - Pro Victoria | 1-3 | 14-25, 25-23, 17-25, 16-25       |
| 28-02              | Lilliput - Trentino Rosa   | 1-3 | 25-22, 23-25, 22-25, 19-25       |
| 28-02              | New Libertas - Pesaro      | 0-3 | 21-25, 14-25, 23-25              |
| 28-02              | Soverato - Chieri '76      | 3-2 | 27-29, 29-27, 22-25, 25-20, 15-9 |
| 28-02              | Filottrano - Golem         | 3-0 | 25-15, 25-22, 25-21              |
| 28-02              | Hermaea - VolAlto Caserta  | 1-3 | 25-19, 16-25, 17-25, 16-25       |

| Ventunesima giornata |                             |     |                                   |
|                      |                             |     |                                   |
| 06-03                | Forlì - Golem               | 2-3 | 26-28, 25-15, 18-25, 25-18, 13-15 |
| 06-03                | Pro Victoria - Filottrano   | 2-3 | 20-25, 21-25, 25-22, 25-11, 13-15 |
| 06-03                | Trentino Rosa - Beng Rovigo | 3-0 | 25-16, 25-23, 25-10               |
| 06-03                | Soverato - New Libertas     | 3-0 | 25-20, 25-9, 25-18                |
| 06-03                | Chieri '76 - Lilliput       | 2-3 | 21-25, 25-21, 20-25, 25-13, 6-15  |
| 06-03                | Pesaro - Hermaea            | 3-0 | 25-17, 25-19, 25-9                |
| 06-03                | VolAlto Caserta - Cisterna  | 3-1 | 15-25, 25-15, 25-20, 25-18        |

| Ventiduesima giornata |                              |     |                                  |
|                       |                              |     |                                  |
| 13-03                 | Pro Victoria - Forlì         | 0-3 | 20-25, 17-25, 19-25              |
| 13-03                 | Cisterna - Trentino Rosa     | 0-3 | 12-25, 25-27, 20-25              |
| 13-03                 | Beng Rovigo - Chieri '76     | 1-3 | 25-21, 23-25, 20-25, 22-25       |
| 13-03                 | New Libertas - Lilliput      | 3-1 | 21-25, 25-18, 25-23, 26-24       |
| 13-03                 | Filottrano - VolAlto Caserta | 3-0 | 25-23, 25-14, 25-15              |
| 13-03                 | Hermaea - Soverato           | 0-3 | 25-27, 22-25, 23-25              |
| 13-03                 | Golem - Pesaro               | 2-3 | 25-22, 16-25, 25-21, 17-25, 8-15 |

| Ventitreesima giornata |                                 |     |                                   |
|                        |                                 |     |                                   |
| 26-03                  | New Libertas - Forlì            | 1-3 | 22-25, 15-25, 26-24, 10-25        |
| 26-03                  | Soverato - Pro Victoria         | 1-3 | 23-25, 23-25, 25-15, 21-25        |
| 26-03                  | Trentino Rosa - VolAlto Caserta | 3-2 | 24-26, 25-16, 25-20, 28-30, 15-4  |
| 26-03                  | Pesaro - Beng Rovigo            | 3-0 | 25-16, 25-14, 25-14               |
| 26-03                  | Chieri '76 - Cisterna           | 3-1 | 25-21, 26-24, 22-25, 25-22        |
| 26-03                  | Lilliput - Filottrano           | 2-3 | 14-25, 25-21, 17-25, 25-16, 12-15 |
| 26-03                  | Hermaea - Golem                 | 2-3 | 25-22, 22-25, 25-19, 24-26, 17-19 |

| Ventiquattresima giornata |                              |     |                                   |
|                           |                              |     |                                   |
| 03-04                     | Forlì - Hermaea              | 3-1 | 25-16, 20-25, 25-16, 25-23        |
| 03-04                     | Pro Victoria - New Libertas  | 3-0 | 25-18, 25-16, 25-13               |
| 03-04                     | Golem - Trentino Rosa        | 3-2 | 25-23, 25-23, 16-25, 18-25, 15-12 |
| 03-04                     | Beng Rovigo - Soverato       | 1-3 | 18-25, 15-25, 25-20, 23-25        |
| 03-04                     | VolAlto Caserta - Chieri '76 | 3-1 | 25-19, 21-25, 25-17, 25-19        |
| 03-04                     | Filottrano - Pesaro          | 2-3 | 25-21, 21-25, 12-25, 25-22, 8-15  |
| 03-04                     | Cisterna - Lilliput          | 1-3 | 27-25, 16-25, 20-25, 23-25        |

| Venticinquesima giornata |                            |     |                                   |
|                          |                            |     |                                   |
| 06-04                    | Pesaro - Forlì             | 3-2 | 24-26, 25-20, 25-20, 10-25, 17-15 |
| 06-04                    | Chieri '76 - Pro Victoria  | 3-1 | 19-25, 25-21, 28-26, 25-22        |
| 06-04                    | Trentino Rosa - Filottrano | 2-3 | 20-25, 25-18, 17-25, 25-16, 11-15 |
| 06-04                    | Lilliput - Beng Rovigo     | 3-2 | 25-18, 25-16, 23-25, 22-25, 16-14 |
| 06-04                    | New Libertas - Golem       | 0-3 | 21-25, 21-25, 24-26               |
| 06-04                    | Soverato - VolAlto Caserta | 2-3 | 21-25, 25-23, 20-25, 25-19, 11-15 |
| 06-04                    | Hermaea - Cisterna         | 3-0 | 25-14, 25-18, 25-15               |

| Ventiseiesima giornata |                              |     |                            |
|                        |                              |     |                            |
| 10-04                  | Forlì - Soverato             | 3-1 | 27-25, 25-20, 20-25, 25-12 |
| 10-04                  | Pro Victoria - Trentino Rosa | 3-0 | 25-19, 25-8, 25-17         |
| 10-04                  | Beng Rovigo - New Libertas   | 3-1 | 25-20, 21-25, 25-20, 25-19 |
| 10-04                  | Golem - Chieri '76           | 3-0 | 25-20, 25-20, 25-22        |
| 10-04                  | Filottrano - Hermaea         | 3-0 | 25-20, 25-20, 25-13        |
| 10-04                  | VolAlto Caserta - Lilliput   | 3-1 | 25-23, 25-20, 18-25, 25-17 |
| 10-04                  | Cisterna - Pesaro            | 0-3 | 23-25, 17-25, 19-25        |

#### Classifica
| Pos. | Squadra         | Pt | G  | V  | P  | SV | SP | Ratio | PF    | PS    | Ratio |
| ---- | --------------- | -- | -- | -- | -- | -- | -- | ----- | ----- | ----- | ----- |
| 1.   | Forlì           | 63 | 26 | 21 | 5  | 69 | 27 | 2,555 | 2 230 | 1 871 | 1,191 |
| 2.   | Soverato        | 57 | 26 | 19 | 7  | 64 | 32 | 2,000 | 2 220 | 2 005 | 1,107 |
| 3.   | Pro Victoria    | 53 | 26 | 18 | 8  | 61 | 37 | 1,648 | 2 268 | 2 037 | 1,113 |
| 4.   | Pesaro          | 50 | 26 | 18 | 8  | 61 | 39 | 1,564 | 2 274 | 2 046 | 1,111 |
| 5.   | Filottrano      | 49 | 26 | 18 | 8  | 64 | 46 | 1,391 | 2 404 | 2 260 | 1,063 |
| 6.   | Trentino Rosa   | 44 | 26 | 16 | 10 | 58 | 45 | 1,288 | 2 278 | 2 155 | 1,057 |
| 7.   | VolAlto Caserta | 44 | 26 | 14 | 12 | 53 | 49 | 1,081 | 2 238 | 2 253 | 0,993 |
| 8.   | Chieri '76      | 40 | 26 | 13 | 13 | 49 | 50 | 0,980 | 2 147 | 2 216 | 0,968 |
| 9.   | Golem           | 37 | 26 | 12 | 14 | 52 | 55 | 0,945 | 2 273 | 2 370 | 0,959 |
| 10.  | Hermaea         | 35 | 26 | 11 | 15 | 44 | 53 | 0,830 | 2 132 | 2 183 | 0,976 |
| 11.  | New Libertas    | 24 | 26 | 7  | 19 | 39 | 61 | 0,639 | 2 115 | 2 253 | 0,938 |
| 12.  | Lilliput        | 22 | 26 | 8  | 18 | 36 | 66 | 0,545 | 2 097 | 2 301 | 0,911 |
| 13.  | Beng Rovigo     | 20 | 26 | 6  | 20 | 31 | 64 | 0,484 | 1 921 | 2 228 | 0,862 |
| 14.  | Cisterna        | 8  | 26 | 1  | 25 | 18 | 75 | 0,240 | 1 792 | 2 211 | 0,810 |

      Promossa in Serie A1.
      Qualificata alle semifinali play-off scudetto.
      Qualificata ai quarti di finale play-off scudetto.
      Retrocessa in Serie B1.

### Play-off promozione

#### Tabellone
|  | Quarti di finale | Quarti di finale | Quarti di finale | Quarti di finale |  |  | Semifinali | Semifinali    | Semifinali | Semifinali | Semifinali |  |   | Finale        | Finale       | Finale | Finale | Finale |
|  |                  |                  |                  |                  |  |  |            |               |            |            |            |  |   |               |              |        |        |        |
|  |                  |                  |                  |                  |  |  | 2          | Soverato      | 2          | 0          |            |  |   |               |              |        |        |        |
|  |                  |                  |                  |                  |  |  | 2          | Soverato      | 2          | 0          |            |  |   |               |              |        |        |        |
|  |                  |                  |                  |                  |  |  | 6          | Trentino Rosa | 3          | 3          |            |  |   |               |              |        |        |        |
|  | 5                | Filottrano       | 3                | 1                |  |  | 6          | Trentino Rosa | 3          | 3          |            |  |   |               |              |        |        |        |
|  | 5                | Filottrano       | 3                | 1                |  |  |            |               |            |            |            |  |   |               |              |        |        |        |
|  | 6                | Trentino Rosa    | 1                | 3                |  |  |            |               |            |            |            |  |   |               |              |        |        |        |
|  | 6                | Trentino Rosa    | 1                | 3                |  |  |            |               |            |            |            |  | 6 | Trentino Rosa | 1            | 0      |        |        |
|  |                  |                  |                  |                  |  |  |            |               |            |            |            |  | 6 | Trentino Rosa | 1            | 0      |        |        |
|  |                  |                  |                  |                  |  |  |            |               |            |            |            |  |   | 3             | Pro Victoria | 3      | 3      |        |
|  |                  |                  |                  |                  |  |  |            |               |            |            |            |  |   | 3             | Pro Victoria | 3      | 3      |        |
|  |                  |                  |                  |                  |  |  |            |               |            |            |            |  |   |               |              |        |        |        |
|  |                  |                  |                  |                  |  |  |            |               |            |            |            |  |   |               |              |        |        |        |
|  |                  |                  |                  |                  |  |  | 3          | Pro Victoria  | 3          | 0          | 3          |  |   |               |              |        |        |        |
|  |                  |                  |                  |                  |  |  | 3          | Pro Victoria  | 3          | 0          | 3          |  |   |               |              |        |        |        |
|  |                  |                  |                  |                  |  |  | 4          | Pesaro        | 1          | 3          | 0          |  |   |               |              |        |        |        |
|  | 4                | Pesaro           | 3                | 3                |  |  | 4          | Pesaro        | 1          | 3          | 0          |  |   |               |              |        |        |        |
|  | 4                | Pesaro           | 3                | 3                |  |  |            |               |            |            |            |  |   |               |              |        |        |        |
|  | 7                | VolAlto Caserta  | 0                | 2                |  |  |            |               |            |            |            |  |   |               |              |        |        |        |
|  | 7                | VolAlto Caserta  | 0                | 2                |  |  |            |               |            |            |            |  |   |               |              |        |        |        |

#### Risultati

##### Quarti di finale
| Gara 1 |                            |     |                            |
|        |                            |     |                            |
| 13-04  | VolAlto Caserta - Pesaro   | 0-3 | 21-25, 23-25, 13-25        |
| 13-04  | Filottrano - Trentino Rosa | 3-1 | 26-24, 25-17, 21-25, 26-24 |

| Gara 2 |                            |     |                                       |
|        |                            |     |                                       |
| 17-04  | Pesaro - VolAlto Caserta   | 3-2 | 25-20, 23-25, 22-25, 25-18, 15-12     |
| 17-04  | Trentino Rosa - Filottrano | 3-1 | 25-21, 25-22, 22-25, 25-22; GS: 17-15 |

##### Semifinali
| Gara 1 |                          |     |                                   |
|        |                          |     |                                   |
| 20-04  | Soverato - Trentino Rosa | 2-3 | 22-25, 26-24, 14-25, 25-20, 13-15 |
| 20-04  | Pro Victoria - Pesaro    | 3-1 | 22-25, 25-10, 25-17, 25-18        |

| Gara 2 |                          |     |                     |
|        |                          |     |                     |
| 23-04  | Trentino Rosa - Soverato | 3-0 | 30-28, 25-19, 25-18 |
| 24-04  | Pesaro - Pro Victoria    | 3-0 | 25-23, 25-18, 25-22 |

| Gara 3 |                       |     |                     |
|        |                       |     |                     |
| 27-04  | Pro Victoria - Pesaro | 3-0 | 25-21, 25-20, 25-20 |

##### Finale
| Gara 1 |                              |     |                            |
|        |                              |     |                            |
| 01-05  | Pro Victoria - Trentino Rosa | 3-1 | 25-13, 21-25, 25-21, 25-23 |

| Gara 2 |                              |     |                     |
|        |                              |     |                     |
| 04-05  | Trentino Rosa - Pro Victoria | 0-3 | 19-25, 23-25, 19-25 |

## Statistiche
| Rendimento individuale | Rendimento individuale | Rendimento individuale | Rendimento individuale |
| Pos.                   | Nome                   | Punti                  | Squadra                |
| ---------------------- | ---------------------- | ---------------------- | ---------------------- |
| 1                      | Sonja Percan           | 559                    | VolAlto Caserta        |
| 2                      | Natalia Brussa         | 533                    | Hermaea                |
| 3                      | Elenī Kiosī            | 520                    | Filottrano             |
| 4                      | Ramona Aricò           | 498                    | Golem                  |
| 5                      | Valentina Zago         | 481                    | Pro Victoria           |
| 6                      | Irina Smirnova         | 453                    | Forlì                  |
| 7                      | Edina Begić            | 435                    | Soverato               |
| 8                      | Taismary Agüero        | 426                    | Forlì                  |
| 9                      | Ivana Luković          | 425                    | New Libertas           |
| 10                     | María Segura           | 356                    | Trentino Rosa          |

NB: I dati sono riferiti esclusivamente alla regular season.